# 마트현

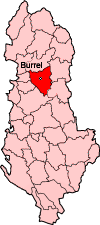
마트 현의 위치

마트현(알바니아어: Rrethi i Matit)은 알바니아를 구성하는 36개 현 가운데 하나로, 현청 소재지는 부렐이였으며 면적은 1,028km2, 인구는 62,000명(2004년 기준)이었다. 행정 구역상으로는 디버르 주에 속했다.

## 같이 보기
- 마트